# سبيل وكتاب حسن كتخدا
سبيل وكتاب حسن كتخدا أو سبيل حسن أفندي كاتب عزبان أو سبيل حسن الكخيا, أنشأه الأمير حسن كتخدا عزبان بن الأمير خليل جوربجي عزبان سنة 1113هـ/1701م. ورد اسم السبيل ضمن الأسبلة التي أحصاها جومار في كتابه وصف مدينة القاهرة، والتي كانت قائمة بالقاهرة زمن الحملة الفرنسية 1798- 1801م. وقد ورد السبيل تحت اسم سبيل حسن الكخيا، وذكره علي مبارك في الخطط التوفيقية في أواخر القرن التاسع عشر. السبيل كائن بشارع درب الحصر بحي الخليفة بالقاهرة.

## الوصف
هو سبيل مستقل غير ملحق بمباني أخرى ويعلوه كُتاب لتعليم الأطفال وله شباك واحد لتسبيل ماء الشرب. وثيقة وقف السبيل معروفة باسم وثيقة حسن كتخدا طايفة عزبان، وقد ورد اسمه كاملاً بالوثيقة حسن كتخدا عزبان بن الأمير خليل جوربجي عزبان. وتدل ألقاب المنشئ انه تولى وظيفة الكاتب لطوائف جنود عزبان.
حجرة التسبيل مستطيلة ضلعها الأصغر يطل على شارع درب الحصر وهو الواجهة التي بها شباك للتسبيل الوحيد ويغشيه مصبعات من النحاس ضاع الجزء الأسفل منها وتم سدة بالأحجار للمحافظة على ما تبقى من المصبعات الأصلية. يقابل جخلة شباك التسبيل دخلة الشذروان وتمتد إلى أسفل السقف مباشرة وإلى اليمين باب يؤدى إلى ملاحق السبيل. على يسار شباك التسبيل من الخارج كتلة الدخول إلى الكتاب والسبيل، والمدخل مستطيل يؤدي إلى دهليز يضيق مع امتداده من الداخل به باب إلى اليسار يؤدى إلى حجرة التسبيل ثم يمتد خلف السبيل ليصل إلى ملاحق خلفية وإلى باب الصعود إلى الكتاب.
أرضية حجرة السبيل مكسوة ببلاط حديث وكانت في الأصل مكسوة بالرخام الملون، والسقف من الخشب المسطح. الكتاب مجدد بالكامل والسلم الصاعد إليه متداعي. ويعلو واجهة السبيل الجنوبية الشرقية المطلة على الشارع لوحة تأسيسية تتضمن اسم المنشئ وتاريخ الإنشاء. يقرأ النص التأسيسي:" أنشأ هذا السبيل المبارك الفقير إلى رحمة ربي العلي حسن افندي كاتب عزبان سنة 1113هـ.